# Frammentazione (riproduzione)

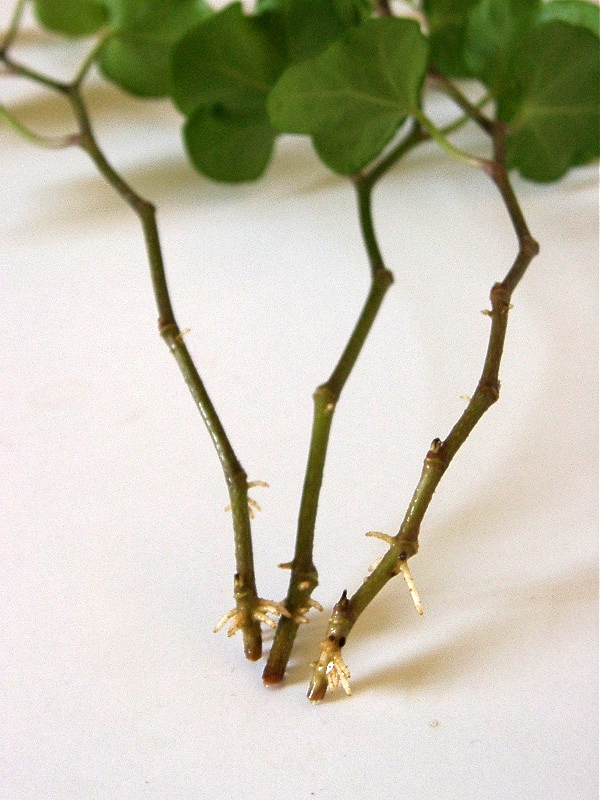
Talee di Hedera radicate

La frammentazione (o architomia) è una modalità di riproduzione asessuale tipica di molti organismi pluricellulari. Si attua con il distacco di un pezzo dell'organismo, che trovandosi in un ambiente idoneo, dà vita a un clone dell'individuo da cui si è distaccata. Il distacco può essere più o meno involontario, e il "frammento" (da cui appunto prende il nome questa modalità di riproduzione) può essere più o meno specializzato per la riproduzione stessa. Quindi al contrario della gemmazione, non vi è una protuberanza che cresce, ma una parte che abbandona l'organismo.
La frammentazione non va confusa con l'autotomia, ovvero l'autoamputazione di parti del corpo a scopo antipredatorio o riproduttivo. Un esempio sono le lucertole che perdono la coda per distrarre il predatore con i movimenti convulsi di questa, una volta tagliata.

## Classificazione
La frammentazione avviene tramite produzione di:
- Ormogoni: tipici dei cianobatteri, in cui si staccano gruppi di cellule (detti appunto ormogoni) che andranno a formare una nuova colonia;[5]
- Sclerozii: strutture con la capacità di sopravvivere per diverso tempo come corpi indipendente all'organismo che li ha prodotti. Tipici dei funghi;[6]
- Propaguli: come talee, margotte, bulbilli e gemme avventizie. I primi due sono artificiali, gli altri sono anche naturali. La talea è un fiore, che viene staccato e ripiantato per ricreare una nuova pianta, e la margotta è un ramo portato a terra, che forma una nuova pianta, staccato solo quando ha messo le radici. Il bulbillo è un piccolo bulbo che nasce su una pianta bulbosa, che poi permette la dispersione, e la gemma avventizia nasce dagli apici vegetativi della pianta per formare rami, ma se si distacca ricrea un nuovo individuo. In presenza di partenocarpia, questi metodi sono l'unica possibilità per una pianta per avere dei discendenti (vedi il banano).

## Diffusione

### Mondo vegetale
È possibile trovare la frammentazione soprattutto nel mondo vegetale, grazie alle grandissime capacità autorigenerative delle piante. In generale consiste nel distacco dal tallo o dal cormo della pianta madre, di parti vegetative, dette appunto propaguli, capaci di originare un nuovo individuo. Più le piante si fanno complesse però, e più questa capacità si perde. Fra le alghe, i muschi e le felci ne troviamo i massimi esempi, dove una qualsiasi parte del corpo, può formare un intero individuo. Nelle gimnosperme e angiosperme invece, tale tipo di riproduzione si può avere grazie oltre che con bulbilli e gemme avventizie, anche con tuberi,  rizomi e stoloni.

### Mondo animale
Si tratta in genere di quelli più semplici (spugne, cnidari, platelminti, policheti, tunicati, echinodermi). Nelle stelle marine ad esempio, una volta che a una di queste viene strappato uno dei bracci, se questa propaggine possiede una parte del disco centrale, può rigenerarsi in un nuovo asteroideo (anche se le braccia rigenerate saranno in scala ridotta). Una forma particolare di frammentazione è visibile in alcune attinie attraverso un procedimento detto lacerazione pedale, che consistente nella perdita di cellule del piede dell'animale abbandonate sul substrato, le quali si moltiplicano generando individui completi.